# Postulati della meccanica quantistica
I postulati della meccanica quantistica sono un insieme di asserti di base che rappresentano un punto di partenza nella formulazione della teoria quantistica in forma assiomatica.
Esistono molte formulazioni equivalenti della meccanica quantistica, insiemi diversi di postulati e di strumenti matematici che danno luogo alle stesse previsioni e che spiegano in maniera equamente soddisfacente le stesse classi di fenomeni. Fra queste si possono citare la formulazione dell'integrale sui cammini, l'interpretazione di Bohm,  l'interpretazione a molti mondi. Esiste tuttavia una formulazione "standard", formulata in maniera assiomatica seguendo l'interpretazione di Copenaghen, che viene insegnata comunemente nelle università di tutto il mondo e che forma una base comune ed universalmente riconosciuta per lo studio dei fenomeni quantistici.
Gli assiomi o postulati dell'interpretazione di Copenaghen rappresentano una soluzione parziale al 6° problema di Hilbert. Una teoria della gravitazione quantistica potrebbe completare l'assiomatizzazione della fisica conosciuta, sempre considerando che l'assiomatizzazione sarebbe inevitabilmente soggetta ai teoremi di incompletezza di Gödel.
Sono stati individuati cinque postulati:
- Gli stati quantici
- Le osservabili
- La probabilità di un risultato
- Il collasso di una funzione d'onda
- L'equazione di Schrödinger

## Gli stati quantici
Ad ogni sistema fisico si associa uno spazio di Hilbert {\displaystyle {\mathcal {H}}}. In questo spazio a ciascuno stato del sistema è associata una direzione (ovvero un vettore con una costante moltiplicativa arbitraria).
Dato che ogni stato è definito a meno di una costante moltiplicativa arbitraria è possibile (e viene fatto per convenzione) lavorare solo con vettori normalizzati tali che {\displaystyle \left\langle \psi |\psi \right\rangle =1}. Questo lascia ancora un'arbitrarietà sulla fase del vettore dato che {\displaystyle e^{i\beta }\left|\psi \right\rangle } e {\displaystyle \left|\psi \right\rangle } sono equivalenti per ogni {\displaystyle \beta }. Ci sono situazioni in cui risulta conveniente estendere lo spazio di Hilbert (ad esempio, ogni volta che esiste un continuo di valori che una certa grandezza può assumere), introducendo i vettori impropri (ad esempio, le onde piane) che possono essere approssimati in senso opportuno da vettori dello spazio di Hilbert, ma che non appartengono essi stessi allo spazio di Hilbert. In generale, vettori di questo tipo possono essere utilizzati senza problemi, a patto di adattare alcune definizioni (come quella di distribuzione di probabilità associata allo stato: vedi più avanti). Un esempio famoso di questi vettori impropri è l'autostato dell'operatore posizione per una particella libera, la funzione delta di Dirac.

### Conseguenze
In generale, ogni vettore nello spazio di Hilbert può essere decomposto nella combinazione lineare di altri vettori. In particolare, ad ogni osservabile si associa una base ortonormale di vettori nello spazio di Hilbert, la base dei suoi autostati (vedi più avanti): dunque, ogni stato può essere decomposto in somma di autostati di una certa osservabile (principio di sovrapposizione). Questo fatto è importante perché si postula che all'atto della misura dell'osservabile in questione si ottenga un preciso autovalore, con una precisa probabilità, e lo stato dopo la misura risulta essere il corrispondente autovettore (vedi più avanti per i dettagli). Osserviamo che la definizione di queste probabilità non cambia se il vettore di partenza viene moltiplicato per una fase arbitraria. In meccanica quantistica esistono osservabili che non commutano: questo fatto implica che non esiste una base ortonormale comune a tutte le osservabili, anzi in generale a ogni osservabile si associa una base differente, obliqua rispetto alle altre, e questo può essere fonte di comportamenti a prima vista sorprendenti. Ricostruire un vettore a partire dalle distribuzioni di probabilità associate al risultato della misura di certe osservabili è un'operazione generalmente non univoca: questo perché il risultato di una misura fissa le probabilità, che sono i moduli quadri dei coefficienti del vettore (rispetto alla base associata a quella osservabile) e restano indeterminate le fasi relative di questi coefficienti. Notiamo che queste fasi relative sono spesso cruciali nell'osservare i fenomeni di interferenza tipici della meccanica quantistica.

## Le osservabili
A ciascuna grandezza osservabile A è associato un operatore lineare ed autoaggiunto {\displaystyle {\hat {A}}} nello spazio {\displaystyle {\mathcal {H}}}. L'insieme dei valori possibili per la misura di una grandezza è dato dallo spettro dell'operatore ad essa associato.
La linearità dell'operatore assicura che esso possa essere rappresentato come una matrice (eventualmente infinito dimensionale) in una qualche base, mentre l'hermitianità assicura che lo spettro dell'operatore sia reale.
Così come è comodo definire funzioni di grandezze, per definire altre grandezze senza doverle definire direttamente, si possono definire matematicamente le funzioni di operatori tramite il loro sviluppo in serie di Taylor (quando questa serie converge, ad esempio {\displaystyle e^{\hat {A}}=\sum _{n=1}^{\infty }{\frac {{\hat {A}}^{n}}{n!}}}). Lo sviluppo in serie riconduce il problema delle funzioni di operatori a operazioni di somma e di potenza fra matrici.

### Conseguenze
Dato che la base in cui rappresentare gli operatori è arbitraria, spesso risulta conveniente scrivere un operatore in una base di suoi autovettori (dove la matrice che lo rappresenta è diagonale). Quando si cerca di misurare contemporaneamente più di una grandezza conviene cercare una base di autovettori comuni a tutti i corrispondenti operatori {\displaystyle {\hat {A_{1}}},~{\hat {A_{2}}},...}. Questo però risulta possibile se e solo se questi operatori commutano, ovvero quando valgono le varie uguaglianze {\displaystyle [{\hat {A_{i}}},{\hat {A_{j}}}]={\hat {A_{i}}}\cdot {\hat {A_{j}}}-{\hat {A_{j}}}\cdot {\hat {A_{i}}}=0}.

## La probabilità di un risultato
Se il sistema fisico si trova in uno stato {\displaystyle \left|\psi \right\rangle } la probabilità che l'osservazione di una grandezza A dia come risultato {\displaystyle \alpha } è direttamente proporzionale a {\displaystyle \left|\left\langle \alpha |\psi \right\rangle \right|^{2}}.
Un postulato spesso sottinteso ma non vincolato al precedente è che il flusso di probabilità è continuo: cioè la funzione d'onda non fa salti, e per essa vale dunque il teorema di Noether. Una caratteristica peculiare della meccanica quantistica è quella di fornire soltanto predizioni statistiche invece che deterministiche (come invece succede nella meccanica classica). Questo vuol dire che, anche prendendo in considerazione esperimenti ideali, non è mai possibile predire il risultato di una misura. Quello che invece si può sapere è la probabilità di ottenere come risultato {\displaystyle \alpha } invece di {\displaystyle \beta }.

L'unica eccezione, più teorica che pratica, a questa regola è quando il sistema si trova esattamente su un autostato {\displaystyle \left|\alpha \right\rangle } della grandezza A che vogliamo osservare. In questo caso la probabilità di ottenere come risultato {\displaystyle \alpha } è {\displaystyle \left|\left\langle \alpha |\alpha \right\rangle \right|^{2}=1}

### Conseguenze
In meccanica quantistica, dato che si trattano le probabilità di ottenere i possibili risultati, è naturale utilizzare la normale strumentazione della statistica. In particolare la probabilità che la misurazione di un osservabile dia un risultato qualsiasi deve essere uguale ad uno, ovvero la somma delle probabilità di ottenere ciascuno dei risultati possibili deve essere uguale ad uno: {\displaystyle \sum _{i}\left|\left\langle \alpha _{i}|\psi \right\rangle \right|^{2}=1} .

## Il collasso della funzione d'onda
La misura dell'osservabile A sullo stato {\displaystyle \left|\psi \right\rangle }, supponendo di aver ottenuto {\displaystyle \alpha } come risultato, proietta {\displaystyle \left|\psi \right\rangle } sull'autospazio di {\displaystyle \alpha }.
Questo, noto anche come il postulato di von Neumann, è sicuramente il meno intuitivo ed il più controverso dei postulati della meccanica quantistica. Il semplice atto di misurare una grandezza infatti è capace di cambiare lo stato del sistema da {\displaystyle \left|\psi \right\rangle } a {\displaystyle \left|\alpha \right\rangle }.

### Conseguenze
Per via del postulato sulla probabilità di un risultato la probabilità di ottenere come risultato {\displaystyle \alpha } dalla misura di {\displaystyle \left|\alpha \right\rangle } deve essere uguale ad 1. Questo vuol dire che, se misurando {\displaystyle \left|\psi \right\rangle } ottengo {\displaystyle \alpha }, questo cambierà lo stato del mio sistema in {\displaystyle \left|\alpha \right\rangle } e quindi ogni successiva misura (compiuta senza che lo stato evolva) dovrà dare lo stesso risultato con probabilità unitaria.
Un'altra conseguenza importante è che, se due operatori {\displaystyle {\hat {A}}} e {\displaystyle {\hat {B}}} commutano, è possibile trovare una base di autovettori comune e quindi misure indipendenti di queste due grandezze non si influenzano l'un l'altra. Infatti se misuriamo A su un sistema nello stato {\displaystyle \left|\psi \right\rangle } questi verrà proiettato sull'autospazio di A e quindi diventerà della forma {\displaystyle \left|\alpha \right\rangle }. Se poi si misura indipendentemente anche B lo stato diventerà della forma {\displaystyle \left|\alpha ,\beta \right\rangle } che appartiene sia all'autospazio di A che di B. Una successiva misura di A non potrà portare altro che al risultato {\displaystyle \alpha } e quindi la misura di B non ha influenzato la misura di A. Questo non è vero per coppie di operatori che non commutano, le cui misure (anche ideali ed indipendenti) si influenzano reciprocamente. Il valore minimo di incertezza introdotta nelle misure da questo effetto è data dal principio di indeterminazione di Heisenberg (che, nella formulazione assiomatica della meccanica quantistica, è un teorema).

## L'equazione di Schrödinger
Gli stati evolvono nel tempo secondo l'equazione
{\displaystyle i\hbar {\frac {d}{dt}}\left|\psi (t)\right\rangle ={\hat {H}}(t)\left|\psi (t)\right\rangle },
dove {\displaystyle {\hat {H}}(t)} è l'operatore hamiltoniano del sistema e {\displaystyle \hbar } è una costante universale avente le dimensioni fisiche di un'azione.

### Conseguenze
L'equazione di Schrödinger è un'equazione differenziale lineare del primo ordine. Questo implica che le sue soluzioni sono determinate a meno delle infinite possibili scelte delle condizioni iniziali. Supponiamo che queste ci diano {\displaystyle \left|\psi (t_{0})\right\rangle }, ovvero lo stato al tempo {\displaystyle t_{0}}. Allora si dimostra esistere un operatore lineare unitario {\displaystyle {\hat {U}}(t)} (detto operatore di evoluzione temporale) tale che {\displaystyle \left|\psi (t)\right\rangle ={\hat {U}}(t,t_{0})\left|\psi (t_{0})\right\rangle }.